# Herbert Selle
Herbert Selle (* 30. Mai 1895 in Breddin, Landkreis Ostprignitz in Brandenburg; † 8. März 1988 in Ahrensburg) war ein deutscher Offizier, zuletzt (1942/1943) Oberst und Armeepionierführer der 6. Armee (AOK 6) an der Ostfront im Zweiten Weltkrieg, Alter Kämpfer der NSDAP sowie Buchautor und Jagdfunktionär.

## Leben
Herbert Selle trat nach der Reifeprüfung an der Oberrealschule in Potsdam am 10. März 1914 als Offiziersanwärter in das 2. Nassauische Pionier-Bataillon Nr. 25 in Mainz ein. Mit seinem Bataillon kam er nach Ausbruch des Ersten Weltkriegs an die Front. 1915 wurde er zum Leutnant und 1918 zum Oberleutnant befördert. Im Mai 1919 erfolgte die Übernahme in das Reichsheer.
1920 trat Herbert Selle als Polizeioberleutnant in die Sicherheitspolizei Lübeck über und wurde 1921 zum Polizeihauptmann befördert. Am 31. Dezember 1921 heiratete er die Hotelbesitzertochter Ina Steffen in Kellinghusen und schied ein Jahr später aus dem Lübecker Polizeidienst aus.
In der Zeit von 1923 bis 1924 übte er eine Tätigkeit als Gast- und Landwirt im Lockstedter Lager in Hohenlockstedt aus; außerdem leitete er dort die Sportschule. Das Lockstedter Lager wurde in den 1920er Jahren von Angehörigen des reaktionären Freikorps der Marine-Brigade Ehrhardt geprägt.
1924 wurde Selle Vorstandsmitglied der Stahlhelm-Ortsgruppe Lockstedter Lager und bis 1931 Mob. Offizier für das Wehrbereichskommando II (Stettin).
1925 trat Selle in die NSDAP ein, nach einer Begegnung mit Joseph Goebbels in Itzehoe 1926 jedoch wieder aus.
1931 übte Selle die Funktion des Polizeikommandeurs von Braunschweig aus.
Von 1933 bis 1934 war Selle Polizeioberst und Abteilungskommandeur der preußischen Landespolizei in Altona.
Während des Stahlhelmputsches in Braunschweig organisierte Oberstleutnant Selle am 27. März 1933 einen Überfall von SS und SA-Hilfspolizei auf das AOK-Gebäude.
Für einige Monate war Selle Leiter der Napola in Potsdam.
Bis zum Ausbruch des Zweiten Weltkriegs kommandierte Selle im Rang eines Oberstleutnants (seit 1. April 1937) das Pionier-Bataillon 50 in Hamburg-Harburg. Als Kommandeur des Pionier-Regiments 677 kämpfte er im Mai 1942 in der Schlacht bei Charkow.
Im August 1942 ermöglichten die Brücken seiner Pioniere der 6. Armee den schnellen Vorstoß über den Don.
Oberst Selle in seiner Funktion als Armee-Pionier-Führer des AOK 6 beauftragte im Rahmen der Stalingradkampagne Oberst Hans Mikosch mit dem Aufbau einer Armee-Pionierschule auf den Donhöhen bei Kalatsch; dazu wurde das Heeres-Pi.Btl. 672 unter Major Linden zur Aufrechterhaltung des Schulbetriebs dieser neuen Armee-Pionier-Schule unterstellt.
Aufgabe der Armee-Pionier-Schule war Unterricht und Lehre für Offiziere, Unteroffiziere und Mannschaften aller Waffengattungen zur Ausbildung im Stellungsbau, Panzernahkampf und Stoßtrupp-Ausbildung für Häuserkämpfe in Stalingrad.
Im Spätherbst 1942 wurde er vom Kommandeur des LI. Armeekorps Walther von Seydlitz-Kurzbach und Generalleutnant Erwin Jaenecke, dem Divisionskommandeur der 389. Infanterie-Division mit der Operation Hubertus in Stalingrad betraut, dir zu einem militärischen Desaster wurde.
Hitlers unrealistischer Befehl, betonierte Befestigungen als Winterquartier der 6. Armee anzulegen, kommentierte Selle später als „eine geradezu verbrecherische Unkenntnis der örtlichen Lage“, da das nächste Kiesvorkommen am Asowschen Meer lag und Zement aus dem 2.000 km entfernten Deutschland hätte herbeigeschafft werden müssen.
Noch im November 1942 sollte Armeepionierführer Selle Karpowka und Kalatsch zu befestigten Räumen ausbauen, um den linken rumänischen Armeeflügel zu schützen. Am 20. November 1942 hatte der Armeepionierführer Oberst Selle die Feindlage als für Kalatsch unbedenklich erklärt, was sich später als Fehlanalyse erweisen sollte. Am 30. November 1942 wurde Selle von Oberst Stiotta, dem Kommandeur des Pionier-Regiments 604, in seinen Aufgaben als Armeepionierführer abgelöst, da Selle mit seiner Kampfgruppe an den Don abkommandiert wurde. Noch am 5. Januar 1943 sollte Selle von der Donfront wieder in den Kessel von Stalingrad eingeflogen werden, um den Bau von Riegelstellungen zu leiten. Er erhielt den Auftrag, mit sämtlichen Bau- und Pionierkräften das Rossoschka-Tal zwischen Malaia Rossoschka und Barbukin zur Verteidigung einzurichten.
Im Januar 1943 wurde Selle aus dem Stalingrader Kessel ausgeflogen. Im März 1943 wurde er wegen Wehrkraftzersetzung in Harburg verhaftet und seine Familie in Sippenhaft genommen. Selle wurde in das Wehrmachtsgefängnis von Berlin überführt. Die ursprünglich für ihn vorgesehene Beförderungsurkunde zum Generalmajor wurde vom Generalkommando des X. Armeekorps in Hamburg verweigert. Ein bereits angeordnetes Standgericht wurde abgewendet, da Selle auf geistige Unzurechnungsfähigkeit plädierte.
Ende 1944 wurde der Haftbefehl wieder aufgehoben und Herbert Selle, rehabilitiert, erneut in den militärischen Dienst gestellt. 1944 war er Armeepionierführer der 7. Armee an der Westfront und 1945 Höherer Pionierführer der 17. Armee östlich von Krakau.
Selle lebte nach dem Krieg wieder in Hamburg, wurde als Oberst a. D. Ehrenmitglied im Bund Deutscher Pioniere und war seit 1948 als Hauptgeschäftsführer des DJV (Deutscher Jagdschutzverband) tätig.

## Veröffentlichungen (Auswahl)
- Zum Geleit. In: Werner Gerlach: Das dunkle Tal. Erlebnisbericht eines Arztes. Der lange Weg von Stalingrad bis Friedland. 3. Auflage. Selbstverlag (Werner Gerlach), Ottobrunn 1980.
- Wofür? Erinnerungen eines Führenden Pioniers vom Bug zur Wolga. Vowinckel Verlag, Neckargemünd 1977, ISBN 3-87879-118-6.
- Die Tragödie von Stalingrad: Eine Darstellung von militärischer Seite mit einer Kartenbeilage. Verlag Das Andere Deutschland, Hannover 1947.

### Autobiographie „Wofür?“
In seinem Buch „Wofür“ schilderte Selle seine persönlichen Kriegserlebnisse an der Ostfront von 1941 bis 1943. Es erschien 1977 im rechtsextremen Vowinckel-Verlag.
1941 war seine Pioniereinheit für die Überquerung der Flüsse Bug und Dnjepr verantwortlich und kämpfte später in der Schlacht um Kiew. Im Dezember 1941 löste Selle Oberst von Schlieben als Armeepionierführer der 6. Armee ab. Weiterhin nahm er an der Frühjahrsschlacht von Charkow, der Sommeroffensive 1942 und der Panzerschlacht von Kalatsch teil. Während des Angriffs über den Don führte er zusammen mit der 76. Infanterie-Division und 295. Infanterie-Division eine größere Pioniereinheit bei einer Operation mit Sturmbooten an.
Im September 1942 waren die Pioniere der 6. Armee in das Kampfgeschehen von Stalingrad verwickelt, welches Selle mit eigenen Worten wie folgt charakterisierte:

„Zur gleichen Zeit wird in Stalingrad erbittert um jedes Haus, jede Hütte, jeden Wolkenkratzer, jeden Silo, jede Fabrik gekämpft, mit einem Einsatz an Blut und Material, der in gar keinem Verhältnis zu den Erfolgen beider Seiten in Angriff und Abwehr steht. Daß hier indem noch dazu durch die vielen Balkas zerrissenen Straßen- und Häusergewirr, in dem Labyrinth halbzertrümmerter Fabrikanlagen und Montagehallen der hinter jedem Mauervorsprung, jedem Treppeneingang, jeder Türnische, jeder Drehbank, jeder Stanzpresse mit der entsicherten Maschinenpistole verborgen liegende Verteidiger im Vorteil ist, liegt auf der Hand. Mit verbissener Wut, einer Zähigkeit und jener Unbedingtheit, die der Feldzug im Osten so mitleidlos entwickelt hat, wird hier buchstäblich um jeden Fußbreit Boden gerungen.“

Nach der Einkesselung wurde Selle an die Donfront abkommandiert, später im Januar 1943 wieder nach Stalingrad eingeflogen, wo die Endphase der Schlacht eingeleitet wurde. Bereits am 22. Januar wurde Selle wieder ausgeflogen.
Im Schlusswort berichtete Herbert Selle von seiner entbehrungsreichen britischen Kriegsgefangenschaft und seiner „Entmilitarisierung“ in Belgien. Im Juni 1945 wurde Selle entlassen und mit einem Zug nach Gütersloh gebracht.
Sein Buch über die Tragödie in Stalingrad in stark polemischer Darstellung ist nach heutiger Aktenkenntnis teilweise nicht mehr haltbar, da es Berichte von Wehrmachtsoffizieren enthält, wobei Selle bereits vor der Kapitulation ausgeflogen wurde.

## Auszeichnungen
- Eisernes Kreuz (1914) II. und I. Klasse[20]
- Österreichisches Militärverdienstkreuz III. Klasse mit der Kriegsdekoration[20]
- Deutsches Kreuz in Gold am 16. Februar 1943[21]